# Mauzoleum Galli Placydii w Rawennie

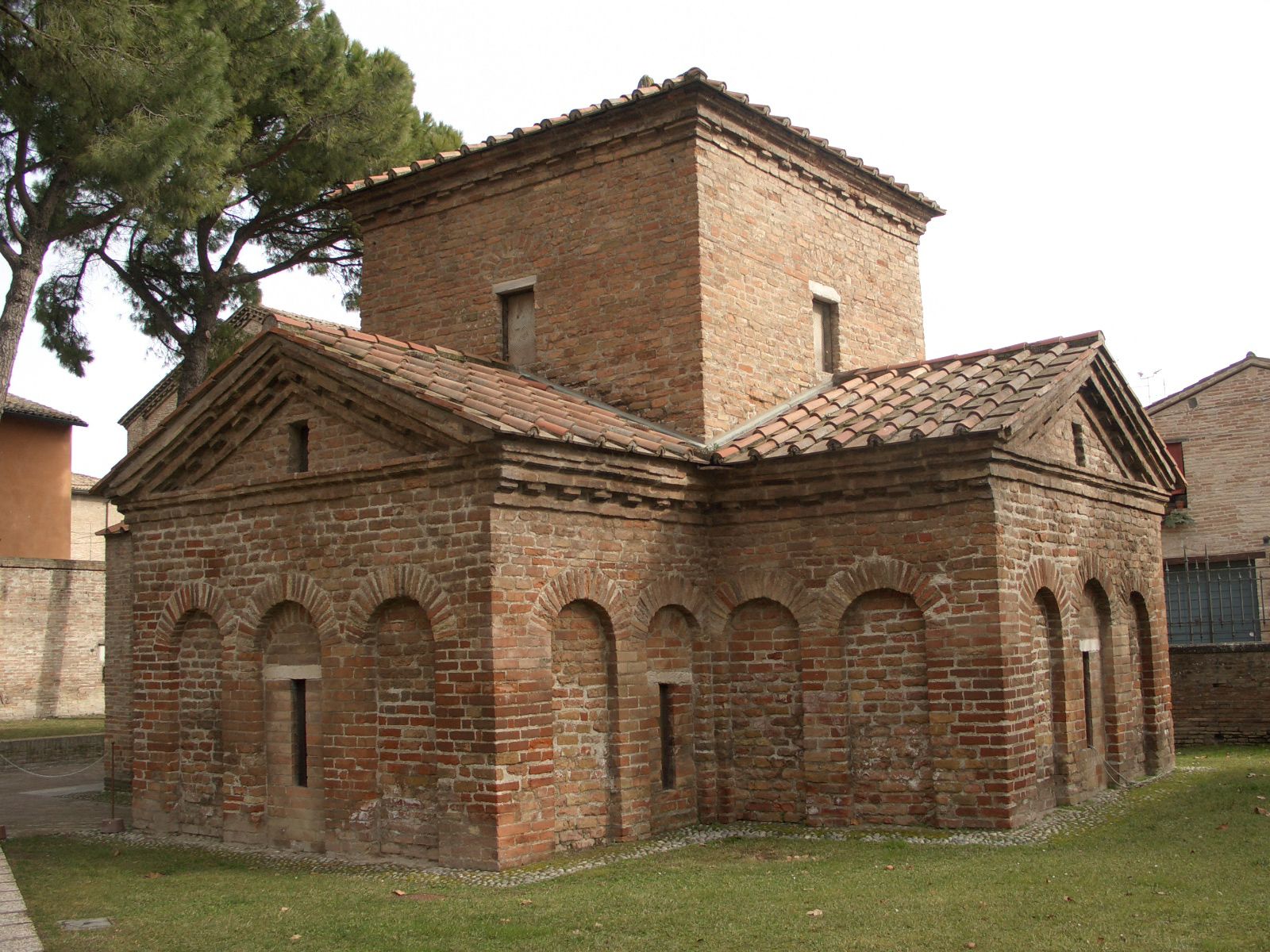
Mauzoleum Galli Placydii

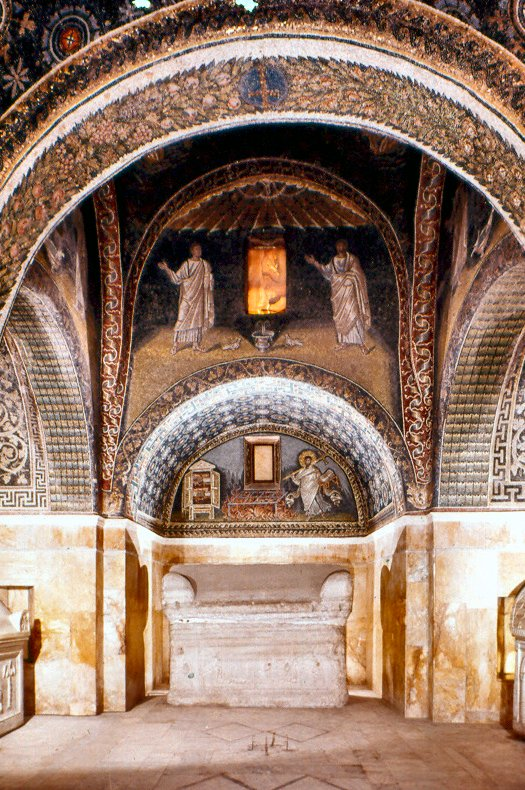
Wnętrze mauzoleum

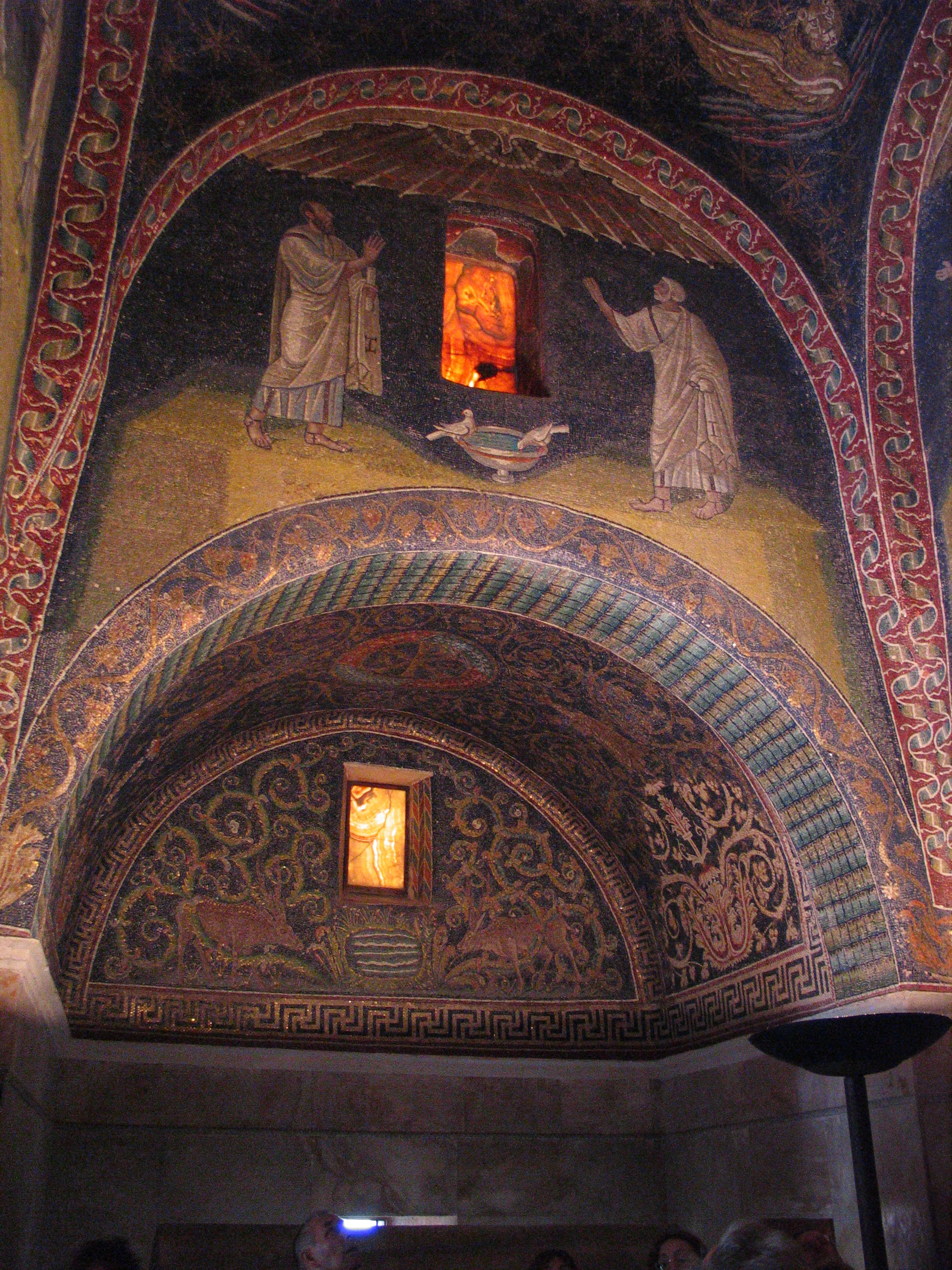
Wnętrze mauzoleum

Mauzoleum Galli Placydii – zabytek architektury rzymskiej zdobiony mozaikami, znajdujący się w Rawennie we Włoszech. Jest jedną z ośmiu raweńskich budowli, wpisanych na listę światowego dziedzictwa UNESCO. Zdaniem ekspertów UNESCO jest to najwcześniejszy i najlepiej zachowany z wszystkich zabytków mozaik i równocześnie jeden z najdoskonalszych artystycznie.
Mauzoleum zostało ufundowane jako kaplica przy dziś nieistniejącym kościele św. Krzyża. Jest budowlą grobową Galli Placydii, córki Teodozjusza I Wielkiego, powstałą w 1. połowie V wieku. Budynek zbudowany z cegły ma plan krzyża greckiego, o surowym wyglądzie. Jedynym urozmaiceniem ścian są ślepe arkady. Na każdej ze ścian znajdują się wąskie okna zamknięta półprzejrzystym kamieniem.
We wnętrzu kopuła zdobiona jest niebieską mozaiką ze złotym krzyżem, gwiazdami oraz symbolami ewangelistów. Na ścianach znajdujących się poniżej przedstawionych jest ośmiu apostołów oraz pijące gołębie. Woda, z której piją ptaki, to woda życia, odnosząca się do życia wiecznego (Kto zaś będzie pił wodę, którą Ja mu dam, nie będzie pragnął na wieki, lecz woda, którą Ja mu dam, stanie się w nim źródłem wody wytryskającej ku życiu wiecznemu J 4,14). Jeszcze niżej, w lunetach pod łukami, znajduje się wizerunek Dobrego Pasterza (nad drzwiami) oraz świętego Wawrzyńca (naprzeciw). Wawrzyniec niesie krzyż i zbliża się do rozżarzonego rusztu, na którym poniósł męczeńską śmierć. Z lewej strony stoi biblioteczka świętego z księgami czterech Ewangelii, które powinny wystarczyć gorliwemu wyznawcy Chrystusa za całą literaturę.
Oprócz przedstawień figuralnych, w mauzoleum znajdują się także mozaiki zoomorficzne, roślinne i ornamentalne.

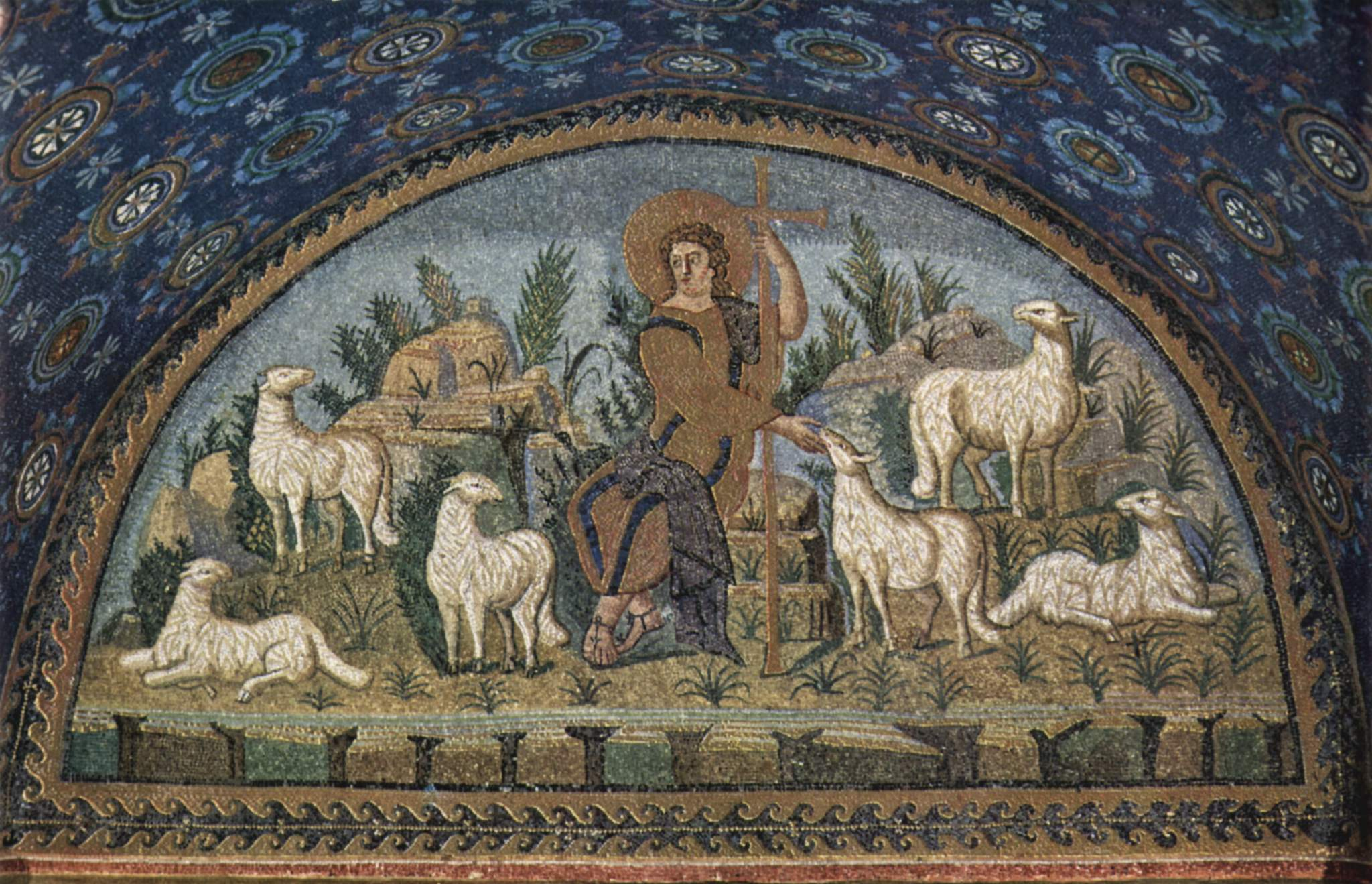
Mozaika z Dobrym Pasterzem
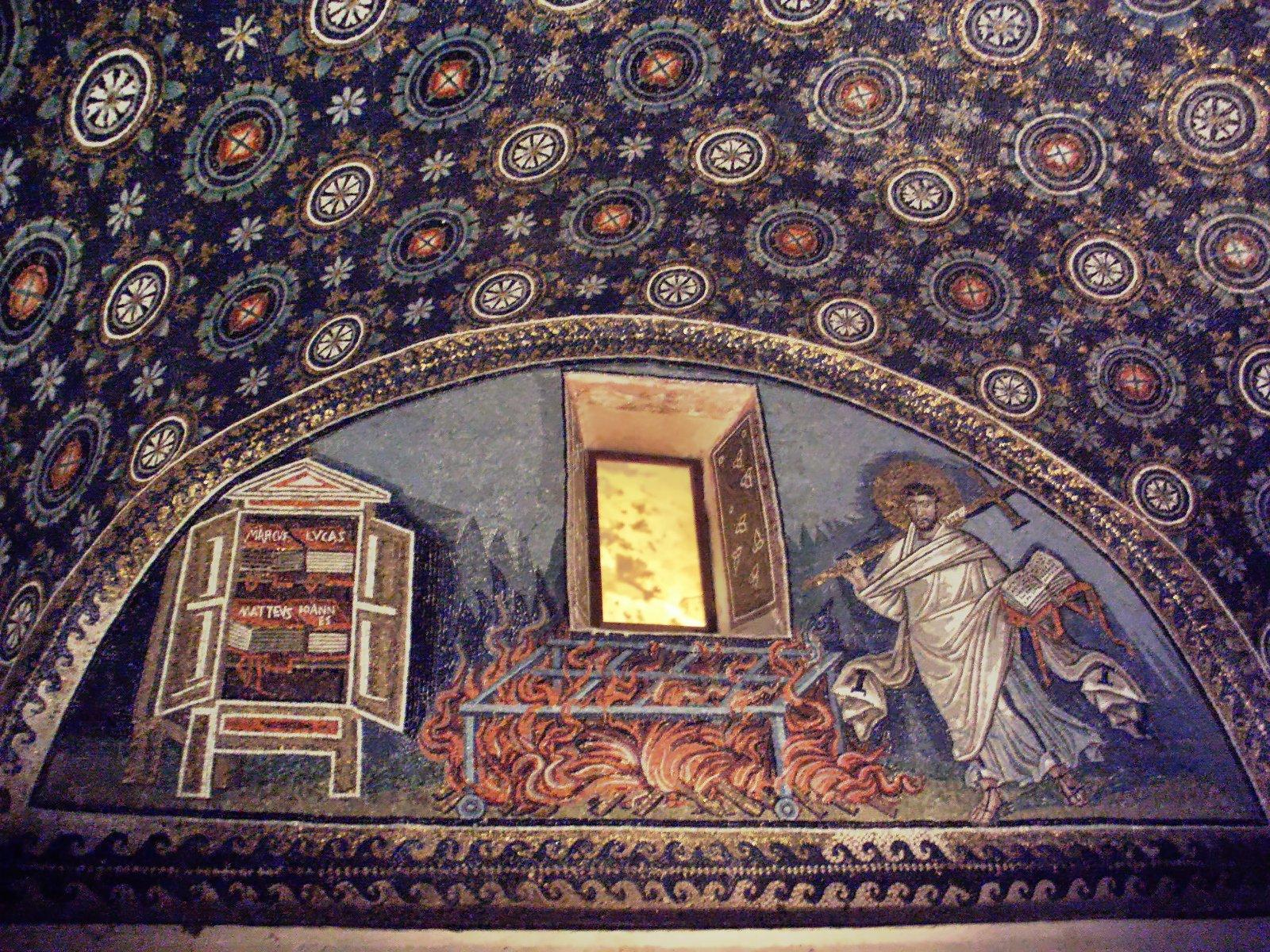
Mozaika ze św. Wawrzyńcem
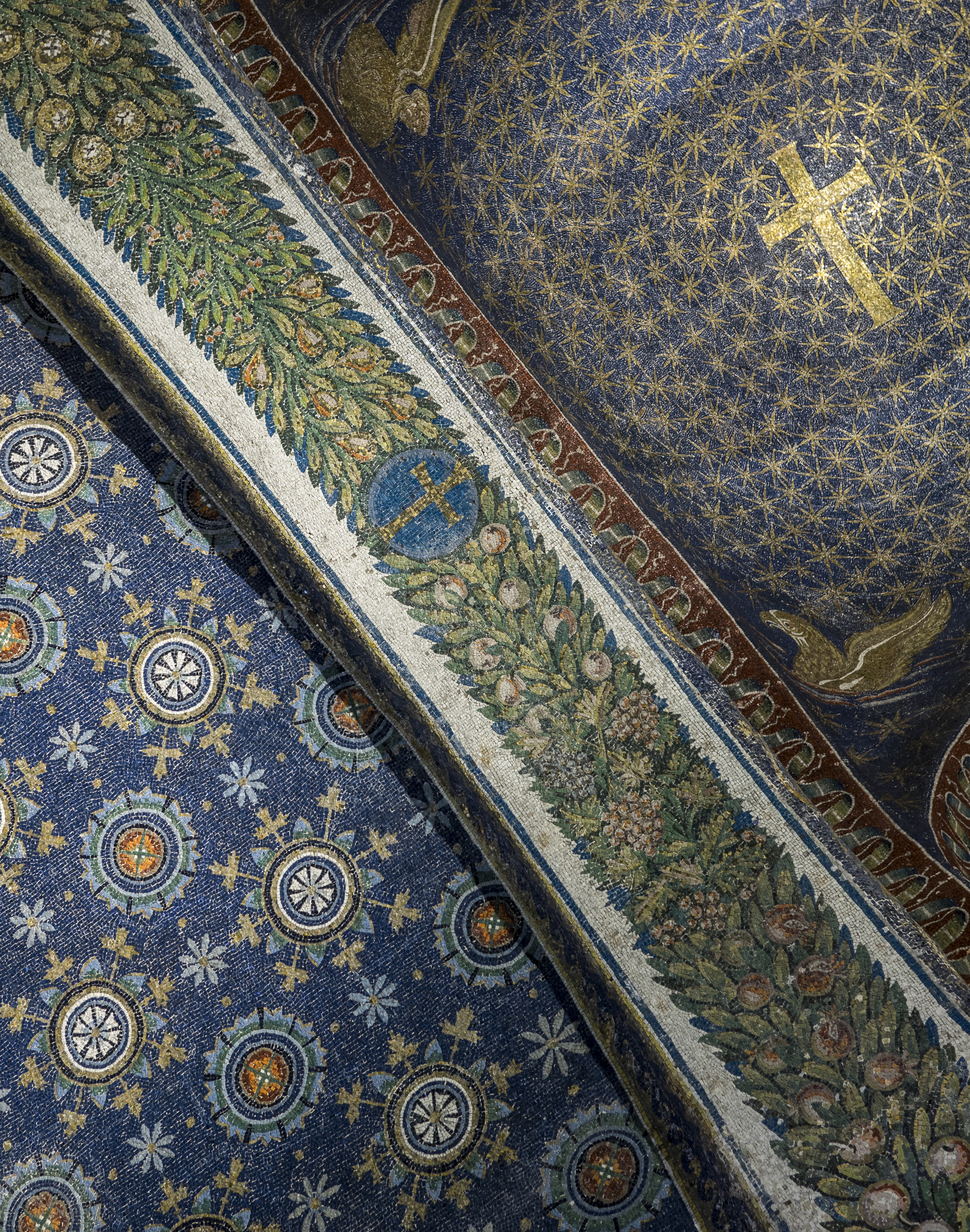
Mozaiki we wnętrzu
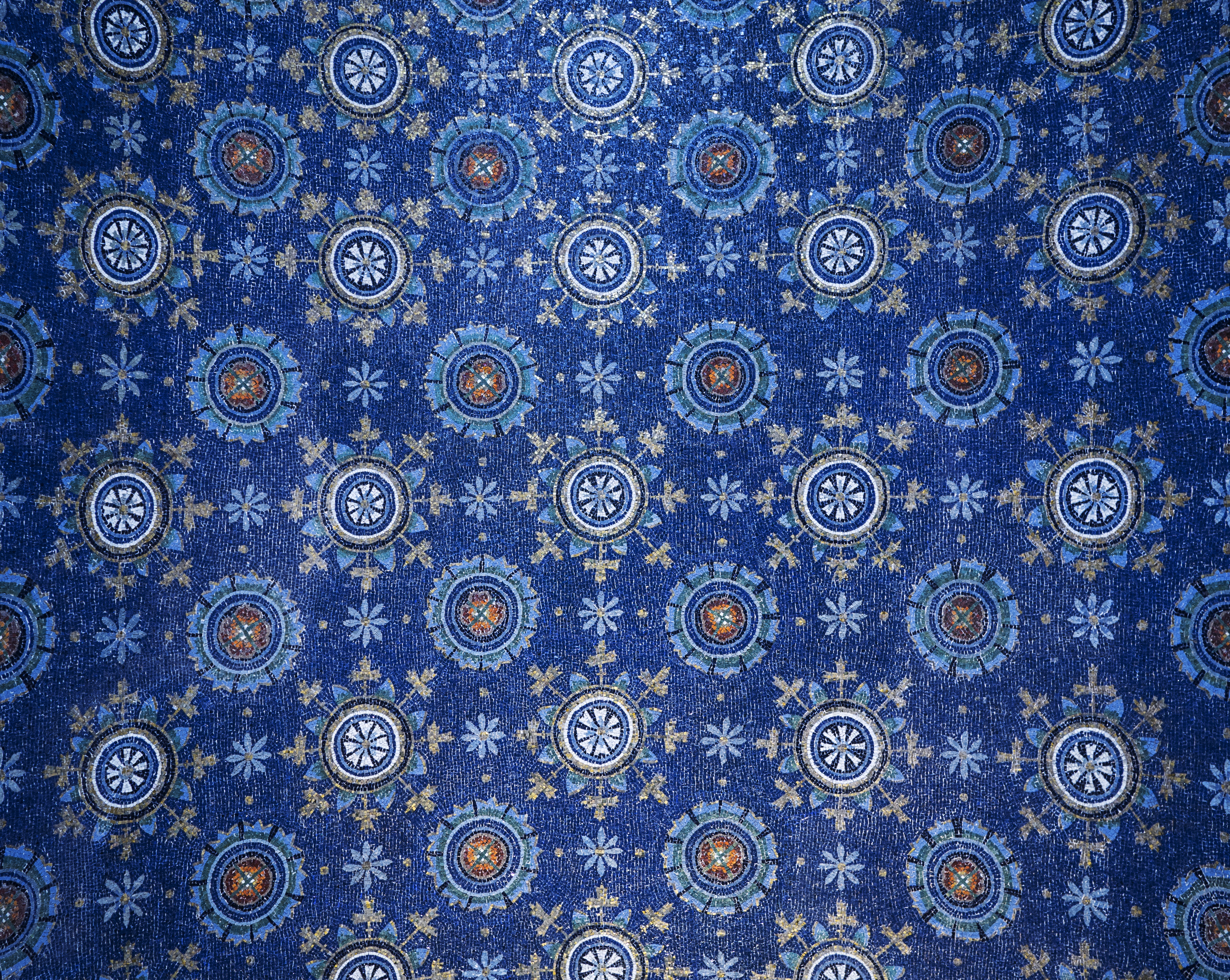
Mozaika na sklepieniu